# 陳毓鑫
陳毓錱（？—？），福建福州府侯官縣人，清朝政治人物。

## 生平
光緒十八年（1892年）壬辰科二甲第一百七名進士，同年五月授刑部主事。